# Баса (Фиренца)
Баса је насеље у Италији у округу Фиренца, региону Тоскана.
Према процени из 2011. у насељу је живело 702 становника. Насеље се налази на надморској висини од 28 м.